# Copa Panamericana de Voleibol Femenino
La Copa Panamericana de Voleibol Femenino es un torneo internacional de voleibol femenino organizado por la NORCECA para selecciones nacionales de toda América (Norte, Sur y Centroamérica, y el Caribe). Otorgaba cupos para clasificar al Grand Prix Mundial, no obstante, la FIVB optó por modificar el evento, reemplazandola por la Liga de Naciones de Voleibol para incluir solo a los mejores equipos con poder económico y de acuerdo al escalafón global. También se otorgaban cuatro cupos para la Copa Final Four de Voleibol Femenino. A partir del 2018 el evento otorga cupos para clasificar a los Juegos Panamericanos.

## Historial
| N.º   | Año  | Sede                 |                      |                      |                      |                      |
| ----- | ---- | -------------------- | -------------------- | -------------------- | -------------------- | -------------------- |
| I     | 2002 | México               | Cuba                 | República Dominicana | Canadá               | México               |
| II    | 2003 | México               | Estados Unidos       | República Dominicana | Cuba                 | Brasil               |
| III   | 2004 | México               | Cuba                 | Estados Unidos       | República Dominicana | Brasil               |
| IV    | 2005 | República Dominicana | Cuba                 | República Dominicana | Brasil               | Estados Unidos       |
| V     | 2006 | Puerto Rico          | Brasil               | Cuba                 | República Dominicana | Estados Unidos       |
| VI    | 2007 | México               | Cuba                 | Brasil               | República Dominicana | Estados Unidos       |
| VII   | 2008 | México               | República Dominicana | Brasil               | Argentina            | Puerto Rico          |
| VIII  | 2009 | Estados Unidos       | Brasil               | República Dominicana | Puerto Rico          | Estados Unidos       |
| IX    | 2010 | México               | República Dominicana | Perú                 | Estados Unidos       | Cuba                 |
| X     | 2011 | México               | Brasil               | República Dominicana | Estados Unidos       | Cuba                 |
| XI    | 2012 | México               | Estados Unidos       | Brasil               | Cuba                 | República Dominicana |
| XII   | 2013 | Perú                 | Estados Unidos       | República Dominicana | Argentina            | Brasil               |
| XIII  | 2014 | México               | República Dominicana | Estados Unidos       | Puerto Rico          | Argentina            |
| XIV   | 2015 | Perú                 | Estados Unidos       | República Dominicana | Argentina            | Cuba                 |
| XV    | 2016 | República Dominicana | República Dominicana | Puerto Rico          | Estados Unidos       | Cuba                 |
| XVI   | 2017 | Perú                 | Estados Unidos       | República Dominicana | Puerto Rico          | Perú                 |
| XVII  | 2018 | República Dominicana | Estados Unidos       | República Dominicana | Canadá               | Brasil               |
| XVIII | 2019 | Perú                 | Estados Unidos       | República Dominicana | Colombia             | Puerto Rico          |
| XIX   | 2022 | México               | República Dominicana | Colombia             | Estados Unidos       | México               |
| XX    | 2023 | Puerto Rico          | Argentina            | Puerto Rico          | Estados Unidos       | República Dominicana |
| XXI   | 2024 | México               | Argentina            | Estados Unidos       | Colombia             | República Dominicana |
| XXII  | 2025 | México               | República Dominicana | Colombia             | Puerto Rico          | México               |

## Medallero histórico
- Actualizado hasta México 2025.

| Pos. | Selección            |   |    |   | Total |
| ---- | -------------------- | - | -- | - | ----- |
| 1    | Estados Unidos       | 7 | 3  | 5 | 15    |
| 2    | República Dominicana | 6 | 10 | 3 | 19    |
| 3    | Cuba                 | 4 | 1  | 2 | 7     |
| 4    | Brasil               | 3 | 3  | 1 | 7     |
| 5    | Argentina            | 2 | 0  | 3 | 5     |
| 6    | Puerto Rico          | 0 | 2  | 4 | 6     |
| 7    | Colombia             | 0 | 2  | 2 | 4     |
| 8    | Perú                 | 0 | 1  | 0 | 1     |
| 9    | Canadá               | 0 | 0  | 2 | 2     |

### Medallero confederaciones
| Pos. | Confederación |    |    |    | Total |
| ---- | ------------- | -- | -- | -- | ----- |
| 1    | NORCECA       | 16 | 15 | 15 | 46    |
| 2    | CSV           | 5  | 5  | 6  | 16    |

## MVPpor edición
Relación de las jugadoras más valiosas:
- 2025 –    Gaila González
- 2024 –  Bianca Farriol
- 2023 –  Bianca Cugno
- 2022 –  Niverka Marte
- 2021 –  Prisilla Rivera
- 2019 –  Micha Hancock
- 2018 –  Lauren Carlini
- 2017 –  Micha Hancock
- 2016 –  Brayelin Martínez
- 2015 –  Krista Vansant
- 2014 –  Brenda Castillo
- 2013 –  Nicole Fawcett
- 2012 –  Kristin Richards
- 2011 –  Sheilla Castro
- 2010 –  Prisilla Rivera
- 2009 –  Bethania de la Cruz
- 2008 –  Sidarka Nuñez
- 2007 –  Nancy Carrillo
- 2006 –  Marianne Steinbrecher
- 2005 –  Yudelkys Bautista
- 2004 –  Zoila Barros
- 2003 –  Milagros Cabral
- 2002 –  Yumilka Ruiz